# Filtre adaptatiu
Un filtre adaptatiu és un dispositiu que intenta modelitzar la relació entre senyal és en temps real de forma iterativa.
Es diferencia dels filtres digitals comuns tipus IIR o FIR, en què aquests tenen coeficients invariants en el temps, mentre que un adaptatiu pot canviar la seva forma de comportar-se, és a dir poden canviar els seus coeficients d'acord amb un algorisme adaptatiu. De fet no se saben els coeficients del filtre quan es dissenya, aquests coeficients són calculats quan el filtre s'implementa i es reajusten automàticament a cada iteració mentre dura la seva fase d'aprenentatge.
El fet que aquests filtres no siguin invariants temporals i que tampoc siguin lineals fa que el seu estudi sigui més complex que el d'un filtre digital, ja que no es poden aplicar, excepte en un parell d'excepcions, les transformacions en freqüència, domini Z, etc.

## Implementació
Els filtres adaptatius normalment s'implementen en forma d'algorismes en microprocessador és, processador digital de senyal o FPGA.
L'estructura d'un filtre adaptatiu és un sistema al qual li arriben dos senyals: x(n) i e(n), aquest últim es diu senyal d'error i ve de la resta d'un senyal al qual es diu senyal desitjat, d (n), i un altre que és la sortida del filtre y (n). Als coeficients del filtre se'ls anomena w (n), que són els que multipliquen a l'entrada x (n) per obtenir la sortida.
{\displaystyle y(n)=w(n)\,x(n)}
{\displaystyle e(n)=d(n)-y(n)\,}

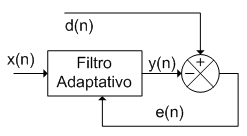
Estructura directa d'un filtre adaptatiu.

En principi l'objectiu és fer que el senyal d'error sigui zero, per a això el sistema ha de configurar perquè, a partir del senyal d'entrada x (n) es genera la sortida y (n) de manera que sigui igual al senyal desitjat d (n). Cadascuna de les formes de minimitzar aquest error és un mètode d'implementar els filtres adaptatius. Per exemple es podria proposar minimitzar la funció de cost {\displaystyle J=e^{2}(n)}, aplicant la regla delta s'obtindrien els nous coeficients com:
{\displaystyle w(n+1)=w(n)-\alpha \cdot \nabla J}
On la constant {\displaystyle \alpha } s'usa per ajustar la velocitat convergència i evitar possibles inestabilitats. Operant s'arriba a aquesta altra equació:
{\displaystyle w(n+1)=w(n)-2\cdot \alpha \cdot e(n)\ x(n)}
El filtre digital adaptatiu podria implementar-se mitjançant un filtre IIR (resposta impulsional infinita), però els filtres FIR són molt menys susceptibles que els IIR de ser INESTABLES. Cal recordar que els filtres IIR tenen tant pols com zeros, i, sense més que observar directament l'equació d'entrada-sortida del filtre en el domini del temps (n), no se sap on són els pols ni els zeros, amb el que pot ser que els pols quedin fora de la circumferència de radi unitat fent que el filtre sigui inestable. A més, encara que sabéssim teòricament els coeficients a utilitzar per tenir els pols i zeros on es necessiten, i aconseguint sempre l'estabilitat del filtre, ja que estem treballant amb filtres digitals, també els coeficients (pesos) del filtre estan quantificats i codificats en forma binària, amb el que és possible que per problemes de quantificació els pols quedin desplaçats respecte del lloc teòric on haguessin de ser, podent sortir-se de la circumferència de radi unitat, fent el filtre inestable. Això no vol dir que els filtres FIR siguin sempre estables, de fet, la seva estabilitat depèn de l'algorisme que s'usi per ajustar els seus coeficients. Tanmateix, s'utilitzen generalment filtres FIR perquè la seva estabilitat/inestabilitat és més controlable que en els IIR.

## Algorisme
Un algorisme d'aprenentatge d'un sistema adaptatiu podria ser:
1. Inicialitzar de forma aleatòria els pesos
2. Triar un valor {\displaystyle \alpha }
3. Calcular la sortida i (n)
4. Calcular l'error i (n)
5. Actualitzar els pesos amb la funció de cost triada
6. Repetir un determinat nombre de vegades des del punt 3.

## Aplicacions
Segons el que explicat abans es pot plantejar una pregunta: si ja es té el senyal desitjat Per a què crear un sistema que el generi?.
Una resposta és per modelitzar un sistema. Un exemple pràctic és una transmissió de fax. En ella, els senyals elèctrics poden veure pertorbats durant la tramesa, i aquesta pertorbació pot ser diferent d'una transmissió a una altra. Una solució per és a dir, abans d'enviar les dades enviar un senyal patró, que tant l'emissor com el receptor coneguin per endavant, així quan arribi el receptor tindrà el senyal pertorbat i sap el que havia de ser. Aquests dos senyals s'apliquen a un filtre adaptatiu que es configura per compensar les pertorbacions que puguin haver durant aquesta transmissió. Com a resultat s'han modelitzat totes les causes que modifiquen la transmissió i s'ha creat un sistema que les compensacions.
Altres aplicacions dels filtres adaptatius són:
- Sistema d'identificació
- Cancel·lació d'eco
- Eliminació de soroll blanc
- Predictors